# 岡井食産
岡井食産株式会社（おかいしょくさん）とは、奈良県北葛城郡河合町大字穴闇283-1に本社を置く日本の食品メーカーである。うどん・焼きそば・ラーメンなど麺類を主とした商品を取り扱っている。1949年創業で、設立は1982年である。